# Дрімлюга сулавеський
Дрімлюга сулавеський (Caprimulgus celebensis) — вид дрімлюгоподібних птахів родини дрімлюгових (Caprimulgidae). Ендемік Індонезії.

## Опис
Довжина птаха становить 24-30 см. Виду не притаманний статевий диморфізм. Забрвлення переважно буре або сірувато-коричневе, поцятковане темно-коричневими плямами.

## Підвиди
Виділяють два підвиди:
- C. c. celebensis Ogilvie-Grant, 1894 — північ і північний схід Сулавесі, острів Бутон;
- C. c. jungei Neumann, 1939 — Банґґаї[en] і Сула[en].

## Поширення і екологія
Сулавеські дрімлюги мешкають на Сулавесі та на сусідніх островах. Вони живуть в мангрових лісах, а також у вологих тропічних лісах і сухих чагарникових заростях.